# Melinda grisea
Melinda grisea är en tvåvingeart som beskrevs av Malloch 1927. Melinda grisea ingår i släktet Melinda och familjen spyflugor. Inga underarter finns listade i Catalogue of Life.